# Sanyo M 9930 LU
Sanyo M 9930 LU típusjelű rádió-magnó. Gyártó: Sanyo Electric Co. Ltd., Osaka, Japán.
Sztereó rádió-magnó, amely telepes és hálózati üzemben is használható, beépített hálózati tápegységgel felszerelve. A rádiórész a hosszú-, közép-, rövid- és ultrarövidhullámsávok vételére képes, URH sávon a sztereó vétel is lehetséges. A Magyarországon kereskedelmi forgalomba került példányok URH-sávját OIRT norma szerint hangolták.
A magnórész mechanikája Compact Cassette rendszerű, 2x negyedsávos hangfelvételeket lehet vele készíteni és visszajátszani. Vasoxidos és krómdioxidos szalaggal is használható. Felvétel készítése a beépített elektretmikrofon-párral, a beépített rádiófrekvenciás egységről és külső műsorforrásból lehetséges. A sztereó műsorokat sztereóban rögzíti, a felvételi kivezérlés szabályozása automata áramkörrel történik. Az erősítőrendszer korrekcióját, valamint az előmágnesezés átkapcsolását az a reteszelőkar irányítja, amelyet a krómdioxidos kazetták hátsó éloldali ablaknyílása hoz működésbe.
A felvételi kivezérlés egy Depréz-műszeren látható, azonban kézzel nem lehet szabályozni. Rádióüzemben ugyanez a műszer mint hangolásjelző működik. A felvételi együtthallgatás lehetősége minden műsorforrásnál biztosított, azonban mikrofonfelvételnél az összegerjedés elkerülése végett ki kell kapcsolni. A szalaghosszmérés háromjegyű számlálóval történik, a készülék automata szalagvégkapcsolóval és pillanat-állj üzemmódkapcsolóval is fel van szerelve. Az ún. "Sleep timer" kapcsoló használata esetén a magnó és a rádió együtt kapcsol ki magnófelvétel üzemmódból.
A kisteljesítményű beépített sztereó végerősítője két-két széles sávú és két-két magashangsugárzó hangszórót táplál. A kimenetre külső hangdobozok és fejhallgató is csatlakoztatható. A rádiórész URH sávját Magyarországon áthangolták OIRT norma szerinti vételre, ezért az állomáskeresést megnehezíti a CCIR norma szerinti skálakalibrálás, ami 88...104 MHz-ig terjedő sávot mutat.

## Műszaki adatok és minőségi jellemzők

### Mechanikai adatok
- Üzemeltetési helyzet: függőleges
- Szalagtárolási rendszer: Compact Cassette
- Rögzíthető sávrendszer: 2 x negyedsáv, sztereó
- Lejátszható sávrendszerek:
  - 2 x negyedsáv, sztereó
  - félsáv, mono
- Felvételi és lejátszási szalagsebesség: 4,76 cm/s ± 2%
- Szalagsebesség-ingadozás: ± 0,4%
- Gyorstekercselési idő C 60 kazettánál: 95 s
- Beépített motor: 1 db, egyenáramú
- Szalaghosszmérés: háromjegyű számlálóval
- Külső méretek: 111 x 265 x 458 mm
- Tömege: 4,7 kg (telepek nélkül)

### Hangfrekvenciás átviteli jellemzők
- Használható szalagfajták:
  - vasoxidos (Fe2O3)
  - krómdioxidos (CrO2)
- Frekvenciaátvitel szalagról mérve:
  - 80...8000 Hz ± 3 dB (Fe2O3)
  - 80...10 000 Hz ± 3 dB (CrO2)
- Jel-zaj viszony szalagról mérve, 1 kHz/0 dB jelnél:
  - >= 44 dB (CrO2)
  - >= 42 dB (Fe2O3)
- Törlési csillapítás 1 kHz/0 dB jelnél:
  - >= 60 dB (CrO2)
  - >= 64 dB (Fe2O3)
- Szalagról mért harmonikus torzítás, feszültségkimeneten, 333 Hz/0 dB jelnél:
  - >= 3,5% (CrO2)
  - >= 5,5% (Fe2O3)
- A végerősítő frekvenciaátvitele: 80...10 000 Hz
- A végerősítő harmonikus torzítása: <= 10% (1 kHz/0 dB jelnél)

### Üzemi adatok
- Felvételi és lejátszási korrekció:
  - 3180 + 120 µs (Fe2O3)
  - 3180 + 70 µs (CrO2)
- Törlő és előmágnesező áram frekvenciája: 60 kHz ± 6 kHz
- Tápegyenfeszültség: 9 V
- Telepkészlet: 6 db 1,5 V-os R 20 góliátelem
- Hálózati tápfeszültség: 220 V, 50 Hz
- Teljesítményfelvétel hálózatból: 15 VA
- Megengedett hálózati feszültségingadozás: ±10 V

### Általános adatok
- Hangszínszabályozás:
  - 100 Hz-en ±8 dB
  - 10 kHz-en –8 dB
- Hangfrekvenciás bemenetek:
  - mikrofon: 2 x 0,6...12 mV/6 kOhm
  - feszültség: 2 x 150...1500 mV/2,2 MOhm
  - rádió: 2 x 1...20 mV/10 kOhm
- Hangfrekvenciás kimenetek:
  - jelfeszültség: 2 x 500 mV/10 kOhm
  - fejhallgató: 2 x 1,2 V/8...2000 ohm
  - hangszóró: 2 x 4 V/4 ohm
- Hangfrekvenciás kimeneti teljesítmény:
  - telepes üzemben:
    - 2 x 1 W (szinuszos)
    - 2 x 1,4 W (zenei)

  - hálózati üzemben:
    - 2 x 1,5 W (szinuszos)
    - 2 x 2 W (zenei)
- Beépített hangszóró:
  - 2 db 2 W/4 ohm (széles sávú)
  - 2 db 0,5 W/ 4 ohm (magassugárzó)
- Beépített műszer: 1 db 120 µA-es Deprez-műszer

### Rádiófrekvenciás adatok
- Vételi sávok:
  - hosszúhullám, 150...350 kHz
  - középhullám, 510...1650 kHz
  - rövidhullám, 5,95...18 MHz
  - URH (OIRT norma), 66...74 MHz
- Vételi érzékenység:
  - hosszúhullámon: 1 mV/m
  - középhullámon: 1 mV/m
  - rövidhullámon: 200 µV/m
  - URH-n: 10 µV
- (minden adat 26 dB jel-zaj viszonyra vonatkozik)
- Vételi szelektivitás:
  - hosszúhullámon: >= 28 dB
  - középhullámon: >= 25 dB
  - rövidhullámon: >= 23 dB
  - URH-n: >= 35 dB
- Frekvenciaátvitel rádióműsor-vételnél:
  - AM sávokon: 100...3000 Hz
  - FM sávon: 100...10 000 Hz
- Demodulációs torzítás:
  - AM sávokon: <= 2,5%
  - FM sávon
    - mono vételnél: <= 1,5%
    - sztereó vételnél: <= 1,8%

### Szolgáltatások
- Automatikus felvételi szintszabályozó
- Sleep-kapcsoló
- Automata szalagvégkapcsoló
- Beépített elektretmikrofon (2 db)

### Beépített erősítőelemek
- Tranzisztorok:
  - 10 db 2 SC 1740 (S)
  - 1 db 2 SB 187 (R)
  - 3 db BF 195
- Integrált áramkörök:
  - 2 db LA 4112
  - 1 db µPC 1018 C
  - 1 db HA 11227

### Mechanikus beállítási adatok
- A gumigörgő nyomóereje felvétel/lejátszás üzemmódban: 450...650 cN
- A felcsévélő tengelycsonk forgatónyomatéka felvétel/lejátszás üzemmódban: 30...65 cN
- A csévélő tengelycsonkok forgatónyomatéka gyorstekercselésnél: 60...110 cN (mindkét irányban)
- Az automata szalagvégkapcsoló mechanikus érzékelőjének nyomatéka: 30...55 cN
- A hajtómotor fordulatszám-szabályozása: mechanikus centrifugálregulátorral

### Áramfelvételi adatok
- Üresjáratban: 65 mA
- Gyorstekercselésnél: 200 mA
- Lejátszás üzemben: 255 mA (közepes hangerőnél)
- Felvételi üzemben: 260 mA
- Felvétel beépített rádióból, közepes monitor hangerőnél: 350 mA
- Rádióműsor-hallgatás, legnagyobb hangerőnél: 300 mA

### Elektromos beállítások
- Előmágnesező áram:
  - 0,8 mA ± 1 mA (Fe2O3)
  - 1,8 mA ± 1 mA (CrO2)
- Előmágnesező feszültség:
  - 80 mV ± 10 mV (Fe2O3)
  - 110 mV ± 10 mV (CrO2)

(az előmágnesező feszültség és áram változtatható taggal nem szabályozható)
- Törlés: egyenáramú
- Törlőfeszültség: 2,6 V ± 0,5 V
- Beépített fejek:
  - 1 db félsávos törlőfej
  - 1 db 2 x negyedsávos kombináltfej

(mindkettő lágy permalloyból készült fejmagot tartalmaz)

### Rádiófrekvenciás beállítások
- AM középfrekvencia: 460 kHz
- FM középfrekvencia: 10,7 MHz
- Az AM oszcillátorok hangolása: a rádiófrekvenciás adatoknál megadott vételi sávok szélső frekvenciáin
- Az AM modulátorok hangolási pontjai:
  - hosszúhullámon: 160 kHz/340 kHz
  - középhullámon: 600 kHz/1400 kHz
  - rövidhullámon: 7 MHz/18 MHz
- Az FM oszcillátor hangolása: 64 MHz/74 MHz
- Az FM modulátor hangolása: 65 MHz/73 MHz